# Cuphea denticulata
Cuphea denticulata är en fackelblomsväxtart som beskrevs av Carl Sigismund Kunth. Cuphea denticulata ingår i släktet blossblommor, och familjen fackelblomsväxter. Inga underarter finns listade i Catalogue of Life.